# Harduāganj
Harduāganj är en ort i Indien.   Den ligger i distriktet Aligarh och delstaten Uttar Pradesh, i den norra delen av landet, 120 km sydost om huvudstaden New Delhi. Harduāganj ligger 189 meter över havet och antalet invånare är 12 328.
Terrängen runt Harduāganj är mycket platt. Runt Harduāganj är det mycket tätbefolkat, med 1 313 invånare per kvadratkilometer. Närmaste större samhälle är Aligarh, 10,7 km sydväst om Harduāganj. Trakten runt Harduāganj består till största delen av jordbruksmark.